# 篠原美季
篠原 美季（しのはら みき、4月9日 -）は、日本の小説家、児童文学作家。東京都生まれ。明治学院大学社会学部社会学科卒業。OL、フリーターを経る。2000年、『英国妖異譚』で講談社主催のライトノベルの賞、第8回ホワイトハート大賞優秀賞を受賞し、デビュー。『英国妖異譚』は2004年にドラマCD化された。香谷美季（かがや みき）名義で児童書を執筆している。

## 作品リスト

### 妖異譚シリーズ
- 英国妖異譚シリーズ（講談社X文庫ホワイトハート、イラスト：かわい千草）
  1. 英国妖異譚（2001年7月）
  2. 嘆きの肖像画（2001年12月）
  3. 囚われの一角獣（2002年5月）
  4. 終わりなきドルイドの誓約（2002年10月）
  5. 死者の灯す火（2003年4月）
  6. 聖夜に流れる血（2003年12月）
  7. 古き城の住人（2004年4月）
  8. 水にたゆたふ乙女（2004年8月）
  9. 緑と金の祝祭（2004年12月）
  10. 竹の花 赫夜姫伝説（2005年6月）
  11. クラヴィーアのある風景（2005年9月）
  12. 水晶球を抱く女（2006年1月）
  13. ハロウィーン狂想曲（2006年7月）
  14. 万聖節にさす光（2006年9月）
  15. アンギヌムの壺（2006年12月）
  16. 十二夜に始まる悪夢（2007年7月）
  17. 誰がための探求（2007年12月）
  18. 首狩りの庭（2008年4月）
  19. 聖杯を継ぐ者（2008年12月）
  20. エマニア〜月の都へ（2009年6月）

  - 背信の罪深きアリア 英国妖異譚special（2003年8月）

- 英国妖異譚番外編（講談社X文庫ホワイトハート）
  1. Joyeux Noël（2010年1月）
  2. 午前零時の密談（2010年4月）
  3. メフィストフェレスの誘惑（2010年7月）

- 欧州妖異譚（講談社X文庫ホワイトハート、イラスト：かわい千草）
  1. アザゼルの刻印（2010年10月）
  2. 使い魔の箱（2011年1月）
  3. 聖キプリアヌスの秘宝（2011年8月）
  4. アドヴェント〜彼方からの呼び声〜（2011年12月）
  5. 琥珀色の語り部（2012年4月）
  6. 蘇る屍〜カリブの呪法〜（2012年8月）
  7. 三月ウサギと秘密の花園（2013年6月）
  8. トリニティ〜名も無き者への讃歌〜（2013年9月）
  9. 神従の獣〜ジェヴォーダン異聞〜（2014年6月）
  10. 非時宮の番人（2014年11月）
  11. 黒の女王〜ブラック・ウィドウ〜（2015年12月）
  12. オールディンの祝杯（2016年4月）
  13. イブの林檎〜マルム マルム エスト〜（2016年8月）
  14. 赤の雫石〜アレクサンドロスの夢〜（2016年12月）
  15. 万華鏡位相〜Devil's Scope〜（2017年3月）
  16. 百年の秘密（2017年9月）
  17. 龍の眠る石（2017年12月）
  18. 写字室の鵞鳥（2018年3月）
  19. 願い事の木 〜Wish Tree〜（2018年9月）
  20. 月と太陽の巡航（2018年12月）
  21. トーテムポールの囁き（2019年3月）
  22. 王の遊戯盤（2019年7月）
  23. ハロウィン・メイズ〜ロワールの異邦人〜（2019年10月）
  24. 愚者たちの輪舞曲（2020年10月）
  25. アザゼル 〜緋の罪業〜（2020年12月）

- セント・ラファエロ妖異譚（講談社X文庫ホワイトハート、イラスト：かわい千草）
  1. 伯爵家の蔵書目録（2015年3月）
  2. 十五番目のアルカナ（2015年6月）
  3. 運命のトリオンフィ（2015年9月）

### その他シリーズ作品
- Homicide collection（ホミサイド・コレクション）（講談社X文庫ホワイトハート、イラスト：加藤知子）
  1. Homicide collection（2005年5月）
  2. アダモスの殺人（2006年5月）
  3. サラマンダーの鉄槌（2007年4月）
  4. 尾を広げた孔雀（2008年7月）
  5. 虚空に響く鎮魂歌（レクイエム）（2014年2月）

- ヨコハマ居留地五十八番地（講談社X文庫ホワイトハート）
  1. 時迷宮（2009年10月）
  2. 桃時雨（2011年05月）
  3. 紅蓮楼（2013年02月）

- よろず一夜のミステリー（新潮文庫）
  1. 水の記憶（2012年04月）
  2. 金の霊薬（2012年11月）
  3. 土の秘法（2013年06月）
  4. 炎の神判（2013年12月）
  5. 枝の表象（2014年06月）

- 御堂学院の神使官（サーヴァント）（角川ビーンズ文庫、イラスト：山田シロ）
  1. 十五の神隠し（2013年11月）
  2. 導きの炎（2014年3月）
  3. 劫火の聖域（2014年10月）

- 華術師宮籠彩人（みやこもり あやひと）の謎解き（新潮文庫nex）
  1. 迷宮庭園（2014年10月）
  2. 雪月花の葬送（2015年4月）
  3. 花想空間の宴（2015年10月）

- 琥珀のRiddle（リドル）（新書館〈WINGS NOVEL〉、イラスト：石据カチル）
  1. 琥珀のRiddle ギリシアの花嫁（2015年10月）
  2. 琥珀のRiddle ブライアーヒルの悪魔（2016年6月）
  3. 琥珀のRiddle 魔の囀り（2017年1月）
  4. 琥珀のRiddle 博物学者と時の石（2017年10月）
  5. 琥珀のRiddle 天使の契約(アストロノモス)（2018年5月）

- 魔女調伏師（ヘクセンバナー）は闇に笑う（角川ホラー文庫）
  1. 魔女調伏師は闇に笑う（2016年3月）
  2. 魔女調伏師は闇に笑う 禁忌の魔術（2016年11月）

- ヴァチカン図書館の裏蔵書（新潮文庫nex）
  1. ヴァチカン図書館の裏蔵書（2017年8月）
  2. ヴァチカン図書館の裏蔵書 聖杯伝説（2018年2月）

- 倫敦花幻譚（ウィングス文庫）
  1. 倫敦花幻譚 (1) 〜公爵家のプラントハンターと七色のチューリップ〜（2019年6月）
  2. 倫敦花幻譚 (2) 失われた花園とサテュロスの媚薬（2020年3月）
  3. 倫敦花幻譚 (3) 薔薇のレクイエム（2020年12月）
  4. 倫敦花幻譚 (4) 緑の宝石～シダの輝く匣～（2021年9月）
  5. 倫敦花幻譚 (5) ミュゲ～天国への階～（2022年5月）
- サン・ピエールの宝石迷宮（講談社X文庫）

　　　 1. サン・ピエールの宝石迷宮（2021年7月）
　　　２. サン・ピエールの宝石迷宮　傲慢な王と呪いの指環（2021年11月）
　　　３. サン・ピエールの宝石迷宮　琥珀と秘密の終焉（2021年12月）

### その他
- 一角獣のいる庭（2011年12月、角川書店）
- 幽冥食堂「あおやぎ亭」の交遊録（2017年7月、講談社X文庫）
- シモン・ド・ベルジュの東方見聞録 篠原美季自選集（2019年12月、講談社X文庫ホワイトハート）
- ヴィクトリア寮の寮長日誌 篠原美季自選集1（2020年4月、講談社X文庫ホワイトハート）
- 古都妖異譚 玉手箱〜シール オブ ザ ゴッデス〜（2021年3月、講談社）
- 古都妖異譚 桃下の魍魎～ザ ホーンテッド ツリー～（2022年7月、講談社）
- シモン・ド・ベルジュはかく語りき（2023年7月、講談社Ｘ文庫ホワイトハート）

### 香谷美季名義
シリーズ作品
- あやかしの鏡（講談社〈青い鳥文庫〉、イラスト：友風子）
  1. あやかしの鏡（2008年4月）
  2. まどわしの教室（2008年9月）
  3. さきがけの炎（2009年3月）
  4. みなぞこの人形（2010年6月）

  - あやかしの鏡―終わりのはじまり―（2010年9月）
  - あやかしの鏡―いにしえの呪文―（2011年10月）

- 七色王国シリーズ（講談社〈青い鳥文庫〉、イラスト：こげどんぼ*）
  1. 七色王国と魔法の泡（2013年5月）
  2. 七色王国と時の砂（2014年9月）

その他
- おそろし箱―あけてはならない5つの箱―（2009年11月、青い鳥文庫）
- おしゃべりな五線譜（2010年6月、ポプラ社）

アンソロジー
- Lost and Found―さがしもの（2008年9月、ポプラ社） - 「アヴァロンを探して」収録
- おもしろい話が読みたい！ワンダー編（2010年6月、青い鳥文庫） - 「あやかしの鏡外伝 迷子」収録
- ひとりって、こわい！（2012年7月、講談社） - 「箱」収録